# Mário Gomes da Silva
Mário Gomes da Silva (Salvador, 20 de março de 1898 - Brasília, 2 de abril de 1984) foi um militar e político brasileiro. Foi deputado federal e interventor federal do Estado do Paraná, de 7 de outubro de 1946 a 6 de fevereiro de 1947.

## Biografia

### Carreira militar
Mário foi um dos filhos do general Julio César Gomes da Silva, oficial da Guerra do Contestado e deputado estadual constituinte pela Bahia. Sua mãe foi a pianista Helena Sayão Carvalho Gomes da Silva.
Iniciou seus estudos em Minas Gerais, concluindo no Rio Grande do Sul e seguindo a carreira do pai, ingressou, em 1914, na Escola de Intendência do Exército, no Rio Grande do Sul. Nesse mesmo ano foi designado para juntar-se às tropas que lutavam na região de divisa entre os estado do Paraná e Santa Catarina e como soldado combatente e sob comando de seu pai, participou da Campanha do Contestado. Também participou de importantes eventos históricos do Brasil na primeira metade do século XX, como ao lado das forças legalistas nos movimentos tenentistas, da Revolução de 1930 e lutou contra os constitucionalistas da Revolução de 1932. Em 1935 participou da repressão aos rebeldes que integravam as forças que deflagraram a Intentona Comunista e das campanhas da Força Expedicionária Brasileira (FEB) na Itália, integrando a comitiva que acompanhou Dutra em sua viagem à Europa em setembro de 1944. Também participou do movimento  que derrubou o ditador Getúlio Vargas em 1945. Em sua carreira militar, alcançou os postos de coronel e general de brigada na década de 1940.

### Carreira política e vida pública
Ex-ajudante de ordens e ex-oficial de gabinete (no Ministério da Guerra quando Dutra ocupou a pasta) do então presidente Eurico Gaspar Dutra, foi escolhido pelo mesmo para o posto de interventor federal para o Estado do Paraná, ocupando o cargo por aproximadamente quatro meses. Nomeado em 26 de setembro de 1946, tomou posse em 7 de outubro.
Seu governo de transição foi marcado pelo equilíbrio, sem maiores traumas, apesar do calor da campanha eleitoral e sua mediação permitiu a formação de uma grande coligação de partidos, da qual esteve ausente apenas o Partido Republicano que teve candidatura própria. A coligação apoiou o nome do industrial Moysés Lupion, eleito com significativa maioria. No mandato de Mario Gomes, o Estado do Paraná incorporou o então Território Federal do Iguaçu. Entregou o cargo para um novo interventor (Antônio Augusto de Carvalho Chaves) em 6 de fevereiro de 1947.
A partir de 1947, ocupou os cargos de presidente, vice-presidente e diretor da Companhia Siderúrgica Nacional, presidente da Comissão de Central de Preços e a pasta da Secretária da Fazenda do Paraná, entre outros cargos.> Na presidência da Coordenação de Desenvolvimento de Brasília (CODEBRÁS), nomeado no governo do presidente do general Costa e Silva, Mário Gomes assegurou que se construiria mais residência em Brasília do que em governos anteriores. Também foi Chefe de Polícia em Santa Catarina.
Eleito deputado pelo PSD em 1954, ocupou uma vaga na Câmara dos Deputados representando o Estado do Paraná. Exerceu três mandatos consecutivos na Câmara, ausentando-se algumas vezes para assumir cargos executivos. Foi deputado até o ano de 1967 e neste meio tempo, trocou o PSD pela Aliança Renovadora Nacional. Em sua atuação no Congresso, defendeu os interesses sociais e econômicos do estado que representava, principalmente nos setores da agricultura e indústria. Também combateu com veemência a diretriz internacional do governo de Jânio Quadros, defendendo, em plenário, as doutrinas de auto-determinação e não-intervenção.
Na Congresso, ocupou os cargos de líder e vice-líder do Governo durante o mandato de Juscelino Kubitschek, além de vice-presidente da Câmara e foi o fundador e presidente do Clube do Congresso em Brasília.

### Homenagens e vida pessoal
Entre as condecorações que lhe foram concedidas em reconhecimento pelos serviços prestados ao país, destacam-se a Medalha do Mérito Militar, a Medalha de Guerra da Itália, a Medalha de Ouro de Bons Serviços Prestados ao Exército Brasileiro e à Pátria, a Medalha de Mérito Naval, a Medalha Santos Dumont, a Medalha de Ouro da Polícia do Distrito Federal, a Medalha do Pacificador, a Medalha do Almirante Tamandaré, a Medalha dos Serviços Distintos da Marinha de Guerra e a Medalha de Esforço de Guerra.
Mario Gomes casou-se a primeira vez com a catarinense Júlia Campos, em 1925, com quem teve uma filha, Helena Doris, e, viúvo, em segundas núpcias com a paranaense Rosi Costa, em 1961, com quem teve dois filhos, Mario Oswaldo e Mario Gomes da Silva Junior. Teve 5 netos Marcelo, Claudia Tereza, Luiz Mario, João Pedro e Valentina, 4 bisnetos Guilherme Eduardo, João Henrique, Pedro e Ana Clara e 5 trinetos, Maria Luiza, João Felipe, Inés, Isabel e Thomaz